# 鲁伊·科斯塔
鲁伊·曼努埃尔·塞萨尔·科斯塔（葡萄牙語：Rui Manuel César Costa，1972年3月29日—），通常简称为鲁伊·科斯塔（Rui Costa），葡萄牙前足球運動員，現在科斯塔在他曾效力多年的班菲卡擔任球隊主席。
他在球員時代主要司職攻擊中場（前腰），有時也擔任防守中場（后腰）。世界足壇最佳葡萄牙巨星之一，也是葡萄牙「黃金一代」成員之一。鲁伊·科斯塔以宽广的视野和精准的传球技术而闻名，被称为“大师”(maestro)。2004年，他位列球王比利評選的125位最出色的在世球星（FIFA 100）中。
他在退休後進入班菲卡的行政部門，在該球隊擔任十多年的體育總監。2020年的班菲卡主席選舉中（任期為2020至2024年），勝出的維埃拉（第33任主席，第六度連任）任命他為班菲卡的執行長。沒想到僅短短一年後，維埃拉因貪汙、偽造文書、以及有可能在前一年的主席選舉中舞弊等等嫌疑，而在2021年7月被逮捕，科斯塔被球隊任命為臨時主席，並隨後在2021年10月的補選中，正式當選為本菲卡第34任的球隊主席。

## 职业生涯

### 球會
鲁伊·科斯塔10岁时在本菲卡队试训时被当时的本菲卡青年队教练，葡萄牙传奇巨星尤西比奥相中，进入本菲卡俱乐部。
1990年，鲁伊·科斯塔被租借到AD法费俱乐部(AD Fafe)，正式开始职业生涯。1991年夏回到本菲卡，一直效力到1994年。在此期间，他為本菲卡队赢得了一次葡萄牙杯(Cup of Portugal)冠军（1992-93）和一次葡萄牙甲级联赛冠军（1993-94，时甲级为葡萄牙联赛最高级别）。
1994年，魯伊·科斯塔以600萬歐元身價轉會至義大利費倫天拿。他為這支球會效力7季，贏得2次義大利杯（1995-96、2000-01）和1次義大利超級杯（1996）。2000年魯伊·科斯塔成為球隊隊長，但僅過一季也離隊。
2001年夏天，鲁伊·科斯塔以3500万欧元的巨额转会费加盟AC米兰，成为AC米兰历史上最昂贵的球员。鲁伊·科斯塔在AC米兰效力5个赛季，达到职业生涯荣誉的顶峰。在此期间，鲁伊·科斯塔随AC米兰赢得一次意大利杯冠军（2002/03赛季）、一次欧洲冠军联赛冠军（2002/03）、一次欧洲超级杯冠军（2003年）、一次意大利足球甲级联赛冠军（2003/04赛季）、一次意大利超级杯冠军（2004年）。
2006年夏天，35岁的鲁伊·科斯塔与AC米兰解约，回到本菲卡。
2008年5月，2007-08赛季葡萄牙足球超级联赛最后一轮比赛后，鲁伊·科斯塔正式宣布退役。

### 國家隊
鲁伊·科斯塔很早已是葡萄牙國家隊重要成员。1989年和1991年，他代表葡萄牙20岁以下青年国家队两次赢得世界青年足球锦标赛冠军。在1991年决赛的点球决战中，鲁伊·科斯塔罚中了致胜的点球。可是由於當時葡萄牙國家隊實力問題，在升格為正式國腳後，他始终未能赢得任何一项成年级别赛事的冠军，在2004年葡萄牙本土举行的欧锦赛决赛中，葡萄牙以0比1败给希腊，那场比赛也成为鲁伊·科斯塔在葡萄牙国家队的告别演出。
鲁伊·科斯塔总共为葡萄牙国家足球队出场94次，攻入26球。最後一次進球同樣是在2004年歐國杯，他在八強賽對戰英國的延長賽中於禁區邊緣遠射得分，幫助球隊取得2比1領先，最後葡萄牙被追平，但仍在PK大戰中獲勝。

## 个人荣誉
- 意大利超级杯冠军（2004、1996）
- 意大利足球甲级联赛冠军（2004）
- 欧洲超级杯冠军（2003）
- 欧洲冠军联赛冠军（2003）
- 意大利杯冠军（2003、2001、1996）
- 葡萄牙足球甲级联赛冠军（1994）
- 葡萄牙杯冠军（1993）
- 世界青年足球锦标赛冠军（1991）